# George Hincapie
George Anthony Hincapie Garcés (Queens (New York), 29 juni 1973) is een Amerikaans voormalig wielrenner.

## Biografie
De in de New Yorkse wijk Queens geboren Amerikaan is een van de bekendste Amerikaanse wielrenners. De meeste mensen zullen hem alleen kennen als de meesterknecht van Lance Armstrong. Daarnaast behoorde Hincapie jaren tot de beste wielrenners in het voorjaar. In het voorjaarsseizoen, dat zich van midden februari tot midden april afspeelt, speelde Hincapie vrijwel altijd een voorname rol. Zijn favoriete koers is Parijs-Roubaix, de kasseienklassieker die hij nooit wist te winnen. Wel heeft hij ereplaatsen gehaald in de Hel van het Noorden; zo eindigde hij van 1999 tot 2005 telkens in de top acht. Verder kon Captain Blueheart bijna op elk terrein uit de voeten; hij kan mee in het middengebergte van Parijs-Nice, het geduw en getrek van de Tirreno-Adriatico en ook in het hooggebergte van de grote rondes.

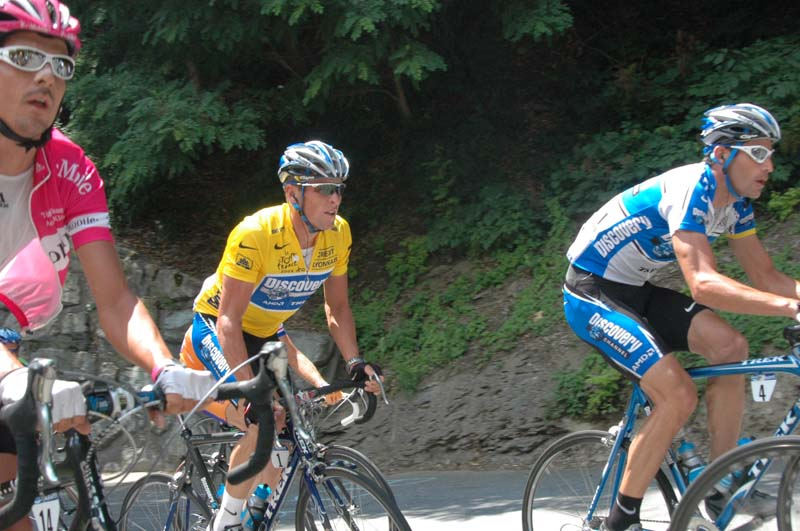
Hincapie maakt het tempo voor Lance Armstrong in de Tour van 2005 (Courchevel-Briançon)

Hincapie was de enige renner die Lance Armstrong heeft bijgestaan bij al zijn zeven Touroverwinningen, overwinningen die Armstrong later zijn ontnomen. Hincapie was een man die een grote rol speelde in de vlakke etappes en de meestal belangrijke ploegentijdrit. De laatste jaren was hij vaak de laatste man van Armstrongs ploeg die diep in de finale zijn inspanningen voor zijn kopman moest bekopen. In de loop der jaren ontpopte Hincapie zich toch tot een goed klimmer. Dat bleek in de Tour van 2005, waarin hij meeglipte in een ontsnapping in de koninginnenrit en won. In deze etappe van Lezat-sur-Lege naar Pla d'Adet moesten zes bergen beklommen worden. De Col de Portet-d'Aspet (2e cat.), Col de Mente (1e cat.), Col du Portillon (1e cat.), Col de Peyresourde (1e cat.), de Col de la Val Louron-Azet (1e cat.) en ten slotte de slotklim naar Pla d'Adet

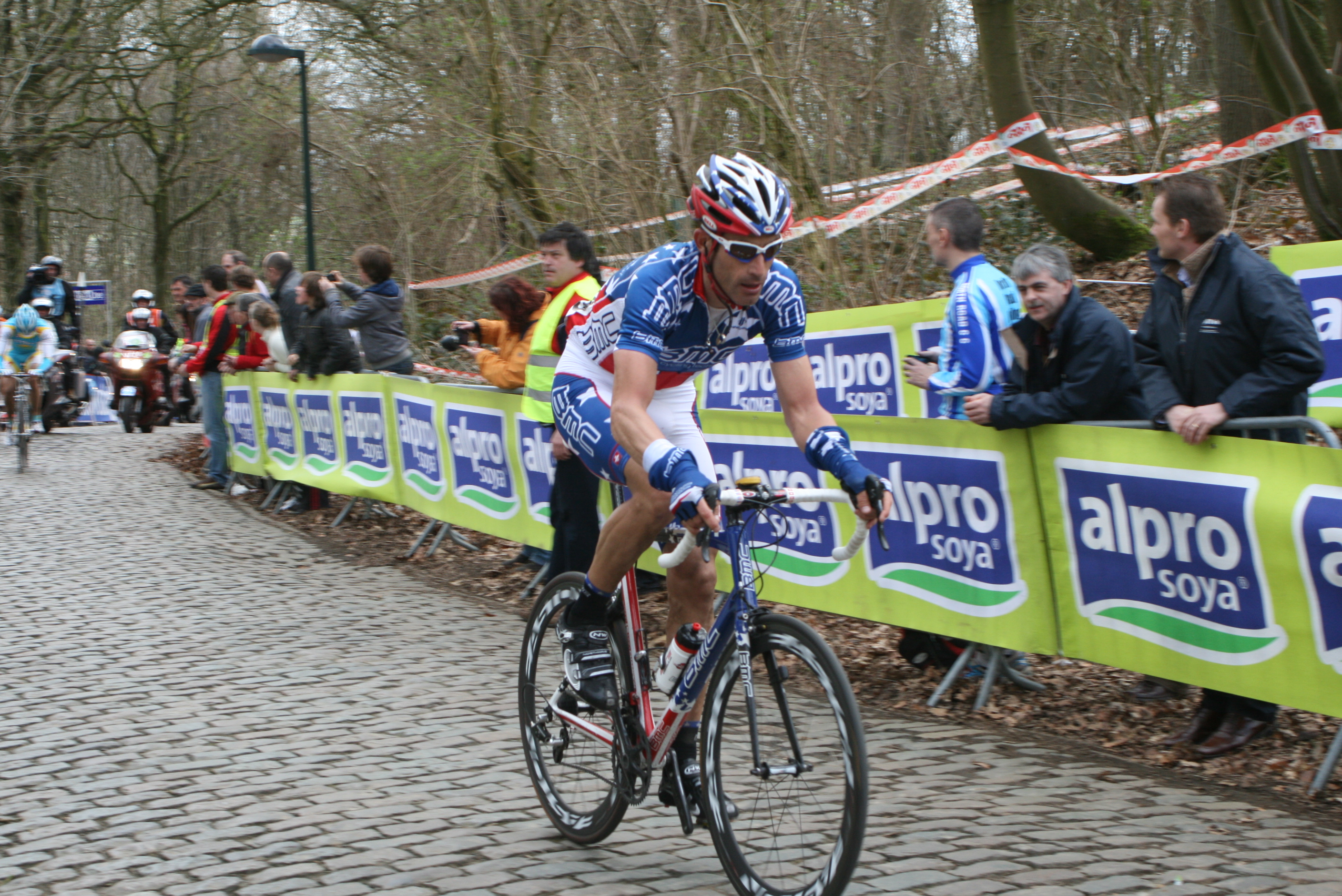
Hincapie op de kasseien in Gent-Wevelgem 2010

In koersen buiten de Ronde van Frankrijk mocht Hincapie vaak voor zijn eigen kans gaan. Zo behaalde hij vaak ereplaatsen en overwinningen in (eendags)wedstrijden. Tot zijn belangrijkste zeges behoren het Amerikaans kampioenschap van 1998, 2006 en 2009, Gent-Wevelgem in 2001 en Kuurne-Brussel-Kuurne in 2005. Dat jaar werd hij ook tweede in Parijs-Roubaix, won hij de koninginnenrit in de Ronde van Frankrijk en won hij de GP Ouest France-Plouay. In Parijs-Roubaix 2006 raakte hij geblesseerd bij een val na een stuurbreuk. Deze blessure verpestte zijn voorjaar en verstoorde de voorbereiding op de Tour de France. Toch gold Hincapie, als voormalig meesterknecht van Armstrong in de Ronde van Frankrijk van 2006, vooraf als een van de subfavorieten voor de eindzege. Na een goede proloog en de gele trui de dag erop, kon hij niet aan de verwachtingen voldoen. Hij besloot de Tour op een 32e plaats.
Toen Discovery Channel eind 2007 stopte, moest Hincapie, die twaalf jaar voor de ploeg en voorloper US Postal had gereden, op zoek naar een nieuwe ploeg. Die vond hij in Team High Road, dat later van naam en sponsor veranderde in Team Columbia. In zijn eerste jaar voor zijn nieuwe werkgever won hij onder meer een rit in het Critérium du Dauphiné Libéré.
In de Ronde van Frankrijk 2009 kwam Hincapie dicht bij de gele trui, toen hij in een ontsnapping meezat in de veertiende etappe en virtueel in de leiderstrui reed. Doordat het peloton in de finale nog tijd terugwon, behield klassementsleider Rinaldo Nocentini zijn gele trui met een voorsprong van vijf seconden.
Eind augustus van dat jaar werd hij voor de derde keer Amerikaans kampioen op de weg.
In 2012 haalde Hincapie voor de zeventiende keer de eindstreep van de Ronde van Vlaanderen. Hij was daarmee de eerste renner die zeventien keer de Ronde van Vlaanderen uitreed. Hij kwam op de 52e plaats binnen, ruim drie minuten na winnaar Tom Boonen. Het record van de meeste deelnames aan de Ronde staat op naam van Briek Schotte. Hij startte twintig keer en reed zestien Rondes uit. Hincapie heeft de meeste deelnames aan de Ronde van Frankrijk op zijn naam staan. Tussen 1996 en 2012 deed hij zeventien maal mee. Hij haalde zestien keer Parijs en kwam daarmee op gelijke hoogte met Joop Zoetemelks record, Hincapie werd gediskwalificeerd tussen 2004 en 2006 vanwege dopinggebruik.
Op 11 juni 2012 maakte hij bekend dat hij stopte met professioneel wielrennen. Aan het einde van dat jaar liet hij op zijn eigen website weten gedurende een deel van zijn profcarrière doping te hebben gebruikt.

## Erelijst
1988
- Amerikaans kampioenschap op de weg, Nieuwelingen

1993
- Union Bank Road Race

1994
- 3e etappe West Virginia Classic
- 1e etappe Ronde van Luxemburg
- 4e etappe Ronde van Luxemburg

1995
- 14e etappe Commonwealth Bank Classic

1997
- 1e etappe Catalaanse Week

1998
- Eindklassement Killington Stage Race
- 3e etappe Bermuda GP
- Amerikaans kampioenschap op de weg, Elite
- USPro Championship

1999
- First Union Classic
- Puntenklassement Ronde van Luxemburg
- 6e etappe Prudential Tour

2001
- Gent-Wevelgem
- San Francisco Grand Prix

2002
- 1e etappe Ronde van Catalonië

2003
- 4e etappe Ronde van Frankrijk (ploegentijdrit, met US Postal)

2004
- Eindklassement Driedaagse van De Panne-Koksijde
- 4e etappe Ronde van Frankrijk (ploegentijdrit, met US Postal)
- 1e etappe Downtown Greenville Cycling Classic
- Greenville

2005
- Quillan
- GP Ouest France-Plouay
- proloog Dauphiné Libéré
- 7e etappe Dauphiné Libéré
- Kuurne-Brussel-Kuurne
- 4e etappe Ronde van Frankrijk (ploegentijdrit, met Discovery Channel)
- 15e etappe Ronde van Frankrijk

2006
- 2e etappe Ronde van Californië
- 5e etappe Ronde van Californië
- Amerikaans kampioenschap op de weg, Elite
- 4e etappe ENECO Tour
- 1e etappe Greenville Classic

2007
- 2e etappe Ronde van Missouri
- Eindklassement Ronde van Missouri

2008
- 7e etappe Ronde van Californië
- 2e etappe Dauphiné Libéré

2009
- Amerikaans kampioenschap op de weg, Elite

2011
- 2e etappe USA Pro Cycling Challenge

## Resultaten in voornaamste wedstrijden
| Jaar | Ronde van Italië | Ronde van Frankrijk | Ronde van Spanje |
| ---- | ---------------- | ------------------- | ---------------- |
| 1994 |                  |                     |                  |
| 1995 |                  |                     | 110e             |
| 1996 |                  | opgave              |                  |
| 1997 |                  | 104e                |                  |
| 1998 |                  | 53e                 |                  |
| 1999 |                  | 78e                 |                  |
| 2000 |                  | 65e                 |                  |
| 2001 |                  | 71e                 |                  |
| 2002 |                  | 59e                 |                  |
| 2003 |                  | 47e                 | opgave           |
| 2004 |                  | 33e                 |                  |
| 2005 |                  | 14e (1)             |                  |
| 2006 |                  | 31e                 |                  |
| 2007 | opgave           | 24e                 |                  |
| 2008 |                  | 35e                 |                  |
| 2009 |                  | 19e                 |                  |
| 2010 |                  | 58e                 |                  |
| 2011 |                  | 56e                 |                  |
| 2012 |                  | 38e                 |                  |

| Jaar | Milaan-San Remo | Gent-Wevelgem | Ronde van Vlaanderen | Parijs-Roubaix | Amstel Gold Race | Luik-Bast.‑Luik | Clásica San Sebastián | Cyclassics Hamburg | E3 Harelbeke |  | WK op de weg |  | Wereldranglijsten |
| ---- | --------------- | ------------- | -------------------- | -------------- | ---------------- | --------------- | --------------------- | ------------------ | ------------ |  | ------------ |  | ----------------- |
| 1994 |                 | 54e           | 54e                  | 31e            |                  |                 | 51e                   |                    |              |  |              |  |                   |
| 1995 | 133e            | 52e           | 32e                  | 21e            |                  |                 |                       |                    |              |  |              |  |                   |
| 1996 | 77e             | 16e           | 52e                  | 30e            |                  |                 |                       |                    |              |  |              |  |                   |
| 1997 | 47e             |               | 23e                  | 59e            |                  |                 |                       |                    |              |  |              |  |                   |
| 1998 | 46e             | 69e           | 17e                  | 66e            |                  |                 |                       | 54e                |              |  |              |  |                   |
| 1999 | 9e              | 4e            | 21e                  | 4e             | 39e              |                 | 131e                  | 5e                 |              |  |              |  | 11e (UWB)         |
| 2000 |                 | 26e           | 17e                  | 6e             | 67e              |                 | 59e                   |                    |              |  |              |  |                   |
| 2001 | 9e              | Goud          | 13e                  | 4e             | 34e              |                 | 73e                   |                    |              |  |              |  | 12e (UWB)         |
| 2002 | 16e             | Brons         | 4e                   | 6e             | 74e              | 20e             |                       | 5e                 |              |  |              |  |                   |
| 2003 |                 |               |                      |                |                  |                 | 15e                   | 49e                |              |  | 37e          |  |                   |
| 2004 | -13e            | -4e           | -10e                 | -8e            |                  |                 | 56e                   |                    |              |  |              |  |                   |
| 2005 |                 |               | -7e                  | ↑              | -67e             |                 | 37e                   |                    |              |  |              |  |                   |
| 2006 |                 | -5e           | ↑                    |                |                  |                 | 9e                    |                    |              |  |              |  |                   |
| 2007 |                 |               |                      |                |                  |                 |                       |                    |              |  | 23e          |  | 115e (UPT)        |
| 2008 | 42e             | 53e           | 5e                   | 9e             |                  |                 |                       |                    |              |  |              |  | 45e (UPT)         |
| 2009 | 39e             | 16e           | 34e                  | 44e            |                  |                 |                       |                    | 8e           |  |              |  | 170e (UWK)        |
| 2010 | 55e             | 4e            | 6e                   | 29e            |                  |                 |                       |                    |              |  |              |  | 65e (UWK)         |
| 2011 | 22e             | 30e           | 6e                   | 42e            |                  |                 |                       |                    |              |  |              |  | 93e (UWT)         |
| 2012 | 33e             | 51e           | 52e                  | 43e            |                  |                 |                       |                    |              |  |              |  |                   |

Wielerploegen van George Hincapie
Alcalá · Alvis · Anderson · Andreu · Armstrong  · Bauer · Dernies · Fraser · Hampsten · Hincapie · Hundertmarck · Larsen · Mejía · Ozers · Rampollo · Schur · Smith · Stenersen · Swart · Yates · Moerenhout (stagiair) · van Heeswijk (stagiair)
Andreu · Armstrong · Bauer · Casartelli  (tot 18/07) · Dernies · Fraser · Hincapie · Julich · Livingston · Mejía · Merckx · Ozers · Peron · Stenersen · Swart · van Heeswijk · Veenstra · Weltz · Yates · Zamana
Andreu · Armstrong · Fraser · Hincapie · Julich · Livingston · Madouas · Merckx · Montoya · Ozers · Peron · Randolph · Sciandri · Thibout · van Heeswijk · Vanzella · Yates
Baffi ·
Baker ·
Baranowski ·
Brożyna ·
Deramé ·
Gragus · 
Hamilton · 
Hincapie · 
Jekimov · 
Jemison · 
Lupeikis ·
Meinert-Nielsen · 
Mercier ·
Reiss ·
Robin ·
Teutenberg · 
Villatoro ·
Almansa (stagiair)
Andreu ·
Armstrong ·
Baranowski ·
Deramé · 
Hamilton · 
Hincapie · 
Jekimov · 
Jemison · 
Llaneras ·
Meinert-Nielsen · 
Robin ·
Teutenberg · 
Vande Velde ·
Vaughters ·
Villatoro
Andreu ·
Armstrong ·
Casey ·
Dean ·
Deramé · 
George ·
Hamilton · 
Hincapie ·
Høj ·
Jekimov · 
Jemison · 
Joachim ·
Livingston ·
Magnusson ·
Meinert-Nielsen · 
Vande Velde ·
Vaughters
Andreu ·
Armstrong ·
Burrow · 
Casey ·
Dean ·
George ·
Hamilton · 
Hincapie ·
Jekimov   · 
Jemison · 
Joachim ·
Jonker · 
Kjærgaard ·
Labbe ·
Leipheimer · 
Livingston ·
O'Bee ·
Vande Velde ·
Vasseur ·
Vermaut
Armstrong ·
Barthe ·
Burrow · 
Casey ·
Cruz ·
Dean ·
Green ·
Hamilton · 
Heras ·
Hincapie ·
Jekimov   · 
Joachim ·
Kjærgaard ·
Labbe ·
Leipheimer · 
McRae · 
Peña ·
Rubiera ·
Vande Velde ·
Vasseur ·
Ventura ·
White ·
Zabriskie · 
Boonen (stagiair)
Armstrong ·
Barry ·
Boonen · 
Casey ·
Clinger ·
Cruz ·
Heras ·
Hincapie ·
Jekimov   · 
Joachim ·
Kjærgaard ·
Labbe ·
Landis · 
McRae · 
Mondini (tot 31/03) · 
Padrnos ·
Peña ·
Rubiera ·
Vande Velde ·
Ventura ·
White ·
Zabriskie
Armstrong ·
Barry ·
Beltrán · 
Cruz ·
Green ·
Heras ·
Hincapie ·
Jekimov   · 
Joachim ·
Kjærgaard ·
Kluck · 
Labbe ·
Landis · 
Michajlov · 
Padrnos ·
Peña ·
Rubiera ·
van Heeswijk ·
Vande Velde ·
Ventura ·
White ·
Zabriskie
Armstrong ·
Azevedo ·
Barry ·
Beltrán · 
Creed ·
Cruz ·
Devolder ·
Hesjedal ·
Hincapie ·
Jekimov     · 
Joachim ·
Kluck · 
Labbe ·
Landis · 
McCarty ·
Michajlov · 
Noval ·
Padrnos ·
Peña ·
Rincón ·
Rubiera ·
Van den Broeck ·
van Heeswijk ·
Ventura ·
Zabriskie
Armstrong (tot 31/07) ·
Azevedo ·
Barry ·
Beltrán · 
Beppu ·
Bileka · 
Brajkovič ·
Creed ·
Cruz ·
Danielson ·
Devolder ·
Hammond ·
Hesjedal ·
Hincapie ·
Hoste · 
Jekimov   · 
Joachim ·
McCartney ·
McCarty ·
Michajlov · 
Noval ·
Padrnos ·
Popovytsj · 
Roulston ·
Rubiera ·
Savoldelli ·
Van den Broeck ·
van Heeswijk
Azevedo ·
Barry ·
Beltrán · 
Beppu ·
Bileka · 
Brajkovič ·
Danielson ·
Devolder ·
Goesev ·
Hammond ·
Hincapie ·
Hoste · 
Jekimov   ·
Joachim ·
Lowe · 
Martínez ·
McCartney ·
Michajlov · 
Noval ·
Padrnos ·
Popovytsj · 
Rubiera ·
Savoldelli ·
Smith ·
Van den Broeck ·
Van Goolen ·
van Heeswijk ·
White
Basso (tot 30/04) · 
Beppu ·
Bileka · 
Brajkovič ·
Contador ·
Cruz ·
Cummings ·
Danielson ·
Davis ·
Devine ·
Devolder ·
Fuyu ·
Goesev ·
Hincapie · 
Leipheimer ·
Lowe · 
Martínez ·
McCartney ·
Meersman ·
Murn · 
Noval ·
Padrnos ·
Paulinho ·
Popovytsj · 
Rubiera ·
Vaitkus ·
Vandborg ·
Van Goolen ·
White (tot 15/08)
Barry ·
Boasson Hagen ·
Burghardt ·
Cavendish ·
Ciolek ·
Davis ·
Devine ·
Eisel ·
Gerdemann ·
Grabsch   ·
Greipel ·
Hammond ·
Hansen ·
Henderson ·
Hincapie ·
Kirchen ·
Klier ·
Knaven ·
Lewis ·
Löfkvist ·
Martin ·
Pinotti ·
Possoni ·
Raboň ·
Reynés ·
Rogers ·
Sieberg ·
Siwtsow ·
Wiggins ·
Dockx (stagiair)
Albasini ·
Barry ·
Boasson Hagen ·
Burghardt ·
Cavendish ·
Dockx ·
Eisel ·
Grabsch   ·
Greipel ·
Hansen ·
Henderson ·
Hincapie ·
Kirchen ·
Lewis ·
Löfkvist ·
Martin ·
Monfort ·
Pinotti ·
Possoni ·
Raboň ·
Renshaw ·
Reynés ·
Rogers ·
Sieberg ·
Siwtsow
Ballan ·
Barton · 
Beyer ·
Bookwalter · 
Burghardt ·
Butler ·
Evans  ·
Frank · 
Frei (tot 31/05) · 
Hincapie ·
House ·
Kohler ·
Kristoff ·
Kroon ·
Louder ·
Moos ·
Morabito ·
Murphy ·
Nydam ·
Santambrogio ·
Schär ·
Stalder ·
Stewart ·
Wyss ·
Zahner
Ballan ·
Barton · 
Beyer ·
Bookwalter · 
Burghardt ·
Butler ·
Eijssen · 
Evans ·
Frank · 
Hincapie ·
Kohler ·
Kristoff ·
Kroon ·
Louder ·
Moinard ·
Morabito ·
Murphy ·
Phinney ·
Quinziato ·
Roe ·         
Santambrogio ·
Santaromita ·
Schär ·
Tschopp ·
Van Avermaet ·
Wyss ·
Zahner
Ballan ·
Blythe · 
Bookwalter · 
Burghardt ·
Cummings ·
Eijssen · 
Evans ·
Frank · 
Gilbert  ·
Hincapie ·
Hushovd ·
Kohler ·
Lodewyck ·
Moinard ·
Morabito ·
Phinney ·
Pinotti ·
Quinziato ·
Roe ·         
Santambrogio ·
Santaromita ·
Schär ·
Tschopp ·
Van Avermaet ·
Van Garderen ·
Wyss ·
Flückiger (stagiair) ·
Warbasse (stagiair) 
- Biblioteca Nacional de España: XX5647986
- Library of Congress Control Number: no2014094985
- Virtual International Authority File: 310521074
- WorldCat: E39PBJr7TkVbYP8HpHKG4P6h73